# Macbeth (film, 1971)
Pour les articles homonymes, voir Macbeth.
 (septembre 2021).
Pour plus de détails, voir Fiche technique et Distribution.
Macbeth  (The Tragedy of Macbeth) est un film américano-britannique réalisé par Roman Polanski, sorti en 1971, adapté de la tragédie de William Shakespeare.

## Synopsis
Macbeth et Banquo, deux chefs de l'armée de Duncan, roi d'Écosse, reviennent d'une campagne victorieuse. Sur la lande, ils rencontrent trois sorcières. Celles-ci prédisent à Macbeth un titre de Baron de Cawdor ainsi que celui de futur roi d'Écosse tandis qu'à Banquo, une descendance royale. Peu de temps après, deux messagers viennent alors informer Macbeth de l'honneur que lui fait le Roi en le nommant baron de Cawdor.
Le désir de se faire couronner nait alors en Macbeth. Sa première réaction est de faire part de sa rencontre insolite à son épouse. Face au manque de volonté de Macbeth, Lady Macbeth l'encourage dans l'idée d'assassiner le roi, lui rappelant ses premières ambitions. Ils finissent par tuer Duncan dans leur propre château en faisant passer ses gardes comme meurtriers.
Effrayés à l'idée d'être accusés du meurtre mais aussi par crainte de subir le même sort, les enfants de Duncan fuient en Angleterre, laissant le trône libre à Macbeth.
Les peurs de Macbeth le conduisent alors à ordonner plus de meurtres - notamment celui de Banquo, et à revoir les trois sorcières qui lui prédisent de n'avoir crainte d'aucun homme né de femme. De plus, son royaume ne sera en danger que lorsque la forêt de Bhirnam se mettra à bouger.
Une rébellion naît des atrocités du règne de Macbeth, et ce dernier se fait finalement assassiner au château de Dunsinane par Macduff, arraché du ventre de sa mère avant terme et dont la famille s'est fait exterminer sur l'ordre du tyran.

## Fiche technique
- Titre : Macbeth
- Titre original : The Tragedy of Macbeth
- Réalisation : Roman Polanski
- Scénario : Kenneth Tynan et Roman Polanski (d'après la pièce de Shakespeare)
- Direction artistique : Fred Carter
- Décors : Wilfred Shingleton
- Costumes : Anthony Mendleson
- Photographie : Gilbert Taylor
- Son : Simon Kaye
- Montage : Alastair Macintyre
- Effets spéciaux : Ted Samuels
- Musique : The Third Ear Band
- Maquillage : Tom Smith
- Producteurs : Andrew Braunsberg, Timothy Burrill (associé), Hugh Hefner (délégué)
- Sociétés de production : Playboy Productions, Caliban Films
- Distribution :  Columbia Pictures
- Budget : 3 500 000 $
- Pays d'origine : Royaume-Uni, États-Unis
- Format : Couleur Technicolor • 2,35:1 • 35mm
- Langue originale : anglais
- Genre : Drame
- Durée : 140 minutes
- Date de sortie :
  -  États-Unis Québec : 13 octobre 1971
  -  France : mai 1972 (Festival de Cannes 1972)

## Distribution
- Jon Finch : Macbeth
- Francesca Annis : Lady Macbeth
- Martin Shaw : Banquo
- Terence Bayler (VF : René Arrieu) : Macduff
- Nicholas Selby : Duncan
- John Stride : Shaw
- Stephan Chase : Malcolm
- Bernard Archard : Angus
- John Stride (VF : Claude Giraud) : Ross
- Christine Paul-Podlasky : une danseuse (non créditée)

## Réception
Certains médias ont fait une critique négative du film après sa sortie, déplorant le fait que Roman Polanski ait réalisé un film si violent après l'assassinat de sa femme Sharon Tate. Le film a d'ailleurs été un échec commercial.

## Tournage
Le tournage s'est déroulé de novembre 1970 à avril 1971. Il fut retardé continuellement à cause des pluies abondantes de l'automne 1970 au pays de Galles. Le temps ne s'améliora guère au cours de l'hiver suivant. Le budget, initialement prévu à 2 500 000 $, monta alors en flèche. Le film coûta finalement 3 500 000 $.
Les scènes extérieures ont été tournées au Pays de Galles et au Northumberland. Les scènes de batailles ainsi que celle des sorcières sur la plage ont été faites au Parc de Snowdonia. Le château de Glamis, où habite Macbeth dans le film, est en réalité le château de Lindisfarne, une île du comté de Northumberland. Les scènes du château de Cawdor ont été tournées au château de Bamburgh, également au Northumberland. Polanski préférait tourner en Angleterre plutôt qu'en Écosse afin de diminuer les coûts.
Certains intérieurs ont été effectués aux Studios de Shepperton, dans le comté de Surrey.

## Autour du film
- Polanski songeait depuis longtemps à adapter une pièce de Shakespeare au cinéma. C'est au cours d'un séjour à Gstaad au début de 1970 qu'il se décida pour Macbeth.
- Il s'agit du tout premier film produit par Playboy Productions, une entreprise de Hugh Hefner, le créateur du magazine Playboy.
- Tuesday Weld était le premier choix de Polanski pour le rôle de Lady Macbeth mais elle refusait de faire la scène où elle marche nue en somnambule. Elle fut donc remplacée par Francesca Annis.